# Eutrachelophis
Genre
Eutrachelophis est un genre de serpents de la famille des Dipsadidae.

## Répartition
Les 2 espèces de ce genre se rencontrent en Bolivie et au Pérou.

## Liste des espèces
Selon The Reptile Database (26 avril 2014) :
- Eutrachelophis bassleri Myers & Mcdowell, 2014
- Eutrachelophis steinbachi (Boulenger, 1905)

## Publication originale
- Myers & McDowell, 2014 : New Taxa and Cryptic Species of Neotropical Snakes (Xenodontinae), with Commentary on Hemipenes as Generic and Specific Characters. Bulletin of the American Museum of Natural History, no 385, p. 1-112 (texte intégral).